# Velva (Dakota Północna)
Velva – miasto w Stanach Zjednoczonych, w stanie Dakota Północna, w hrabstwie McHenry.